# Pont de Chiloé
 (novembre 2012).

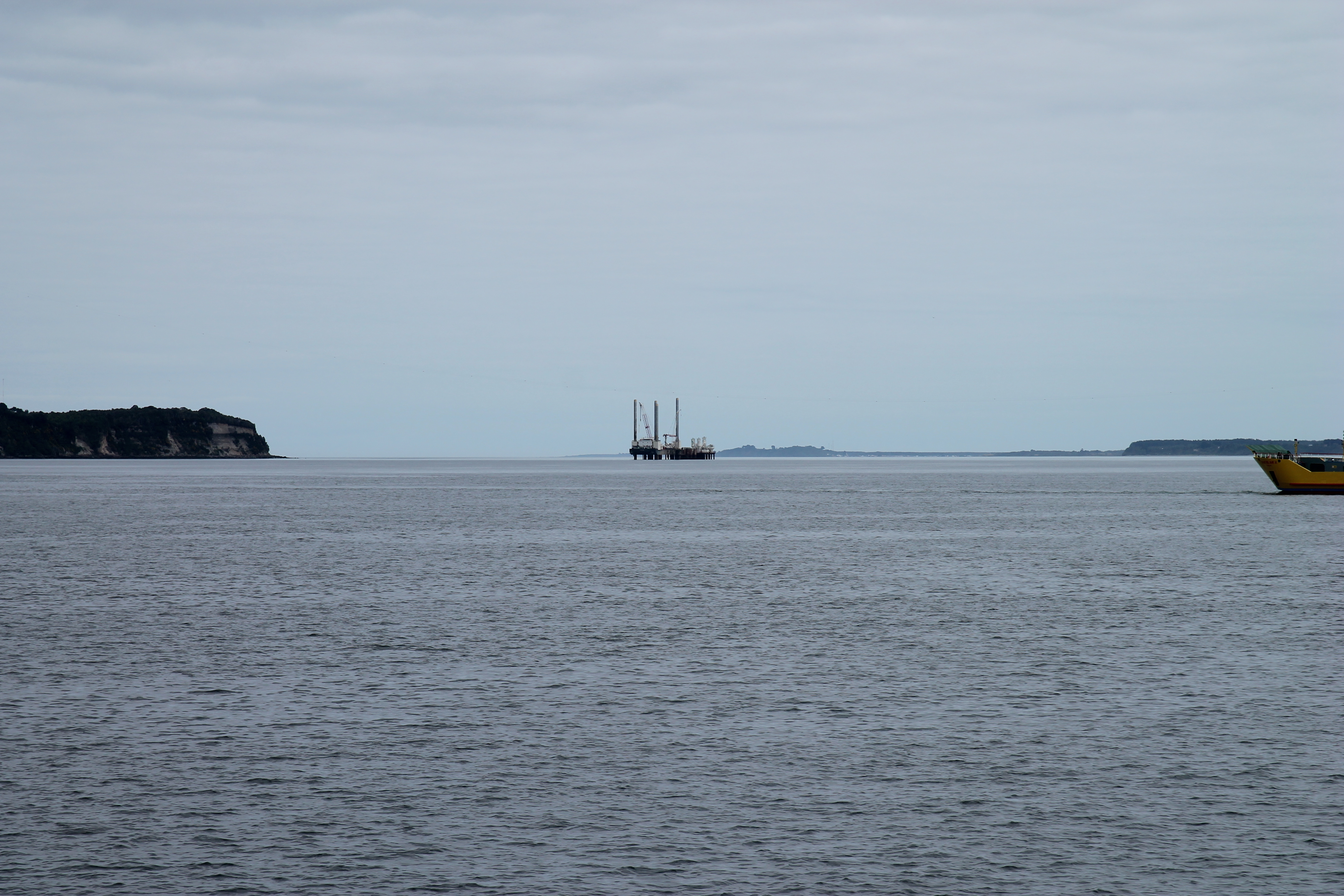
Chantier du pont en 2019.

Le pont de Chiloé (également appelé pont Bicentenaire ou pont de Chacao) est un projet de pont devant relier Chacao, dans le nord de l'île de Chiloé et Pargua au Chili continental sur la rive opposée en enjambant le canal de Chacao. 
Le projet prévoyait initialement un pont suspendu long de 2 635 m, ce qui en aurait fait le plus long pont suspendu d'Amérique latine et le premier de ce type à double travée suspendue. Mais son coût, estimé à 410 millions de dollars en première instance a été réévalué à 950 millions de dollars, dépassant largement le budget maximal prévu par le gouvernement Chilien.
Finalement, c'est un pont à haubans qui est envisagé avec trois pylônes pour deux travées principales de 940 et 1 100 m de portée pour un coût de 760 millions de dollars. Le pylône central devrait atteindre une hauteur de 260 m.
Le contrat, qui comporte également l'entretien et l'exploitation de l'ouvrage pendant 30 ans, a été remporté par un consortium piloté par VINCI (France) et Hochtief (Allemagne). Les autres partenaires sont American Bridge (États-Unis) et deux entreprises locales, Besalco et Tecsa.
Prévu à l'origine comme projet commémorant le bicentenaire du Chili en 2010, son ouverture est prévue en 2025. En février 2020, le président Sebastián Piñera confirme que la construction du pont aura bien lieu.

## Sources et références
1. ↑  (es) « Puente del Chacao comienza a tomar forma », sur Lanacion.cl (consulté le 24 juillet 2010).
2. ↑  « CHILE - Reactivacion Puente Chacao », sur Skyscraperlife.com (consulté le 24 juillet 2010).
3. ↑  (es) « Se alarga el plazo para el Puente Chacao: Hyundai pide segunda extensión para concluir obras y apunta a 2025 ».
4. ↑  David Nogales Toledo, « Sebastián Piñera despeja cualquier duda: “El Puente de Chacao se va a construir" », sur La Tercera, 13 février 2020 (consulté le 15 juillet 2023).